# Aleiodes malacosomatos
Aleiodes malacosomatos är en stekelart som först beskrevs av Mason 1979.  Aleiodes malacosomatos ingår i släktet Aleiodes och familjen bracksteklar. Inga underarter finns listade i Catalogue of Life.